# Manuel Pinheiro Chagas
Manuel Pinheiro Chagas (Lisbonne, 13 novembre 1842 - Lisbonne, 8 avril 1895) est un homme politique, journaliste et écrivain portugais.

## Biographie
Ministre de la marine et de l'outremer du Portugal d'octobre 1883 à février 1886, il est un des membres fondateurs de la Société de géographie de Lisbonne (1875).
Jules Verne le rencontre en 1878 lors de sa première escale à Lisbonne ainsi qu'en mai 1884 lors du grand repas qui est offert à l'écrivain par l'éditeur de ses œuvres en portugais, David Corazzi.
Il meurt assassiné en 1895.

## Œuvres
On lui doit de nombreuses écrits comme des poésies, des romans et des pièces de théâtre, ainsi que des traductions en portugais des œuvres de Daniel Defoe et de Jules Verne, notamment Découverte de la Terre (1889) et Le Château des Carpathes (1895).
Poésies
- Anjo do Lar (1863)
- Poema da Mocidade (1865), préface de António Feliciano de Castilho

Romans
- Tristezas à Beira-Mar (1866)
- A Flor Seca (1866)
- A Virgem Guaraciaba (1866)
- A Corte de D. João V (1867)
- Novelas Históricas (1869) (inclus : O Wali de Santarém, O Escudeiro de Nuno Álvares, A Passagem do Bojador, O Berço de Maldição, Uma Aventura de Capa e Espada etA Noiva do Cadafalso)
- A conspiração de Pernambuco (1870)
- O segredo da viscondessa (1871)
- Os Guerrilheiros da Morte (1872)
- O major Napoleão (1872)
- A Máscara Vermelha (1873)
- O Juramento da Duquesa (1873)
- Astucias de Namorada e Um melodrama em Santo Tirso (1873)
- O terramoto de Lisboa (1874)
- A Lenda da Meia Noite (1874)
- As Duas Flores de Sangue (1875)
- A varanda de Julieta (1876)
- A Mantilha de Beatriz (1878)
- A Jóia do Vice-Rei (1890)
- A descoberta da Índia: contada por um marinheiro (1891)
- O naufrágio de Vicente Sodré (1894)

Théâtre
- A Morgadinha de Valflor (1869)
- Deputado de Venhanós (1869)
- A Judia (1869)
- À Volta do Teatro (1868)
- Madalena e Helena (1875)
- Quem Desdenha (1875)

Œuvres historiques et critiques
- Ensaios Críticos (1866)
- Novos Ensaios (1867)
- Portugueses Ilustres (1869)
- História de Portugal (8 volumes, 1869-1874)
- História Alegre de Portugal (1880)
- Brasileiros Ilustres (1881)
- As negociações com a Inglaterra (1890)
- As colónias portuguesas no século XIX (1891)
- Os descobrimentos portugueses e os de Colombo (1892)
- Migalhas da História de Portugal (1893)